# Dipsas chaparensis
Dipsas chaparensis là một loài rắn trong họ Rắn nước. Loài này được Reynolds & Foster miêu tả khoa học đầu tiên năm 1992.